# Museu Histórico de Shaanxi
O Museu Histórico de Shaanxi é um museu localizado na rua Yan Ta, na antiga cidade de Xi'an, na província de Shaanxi, na República Popular da China. O edifício reflete o estilo Tang e tem cerca de 55 600 metros quadrados. Foi mandado construír em 1983, pelo primeiro-ministro chinês Zhou Enlay, e acabado em 1991, ano em que foi aberto ao público.
O espaço museológico dedicado à exibição de exposições encontra-se dividido em salas dedicadas a exibições permanentes, exposições especiais e exposições temporárias.

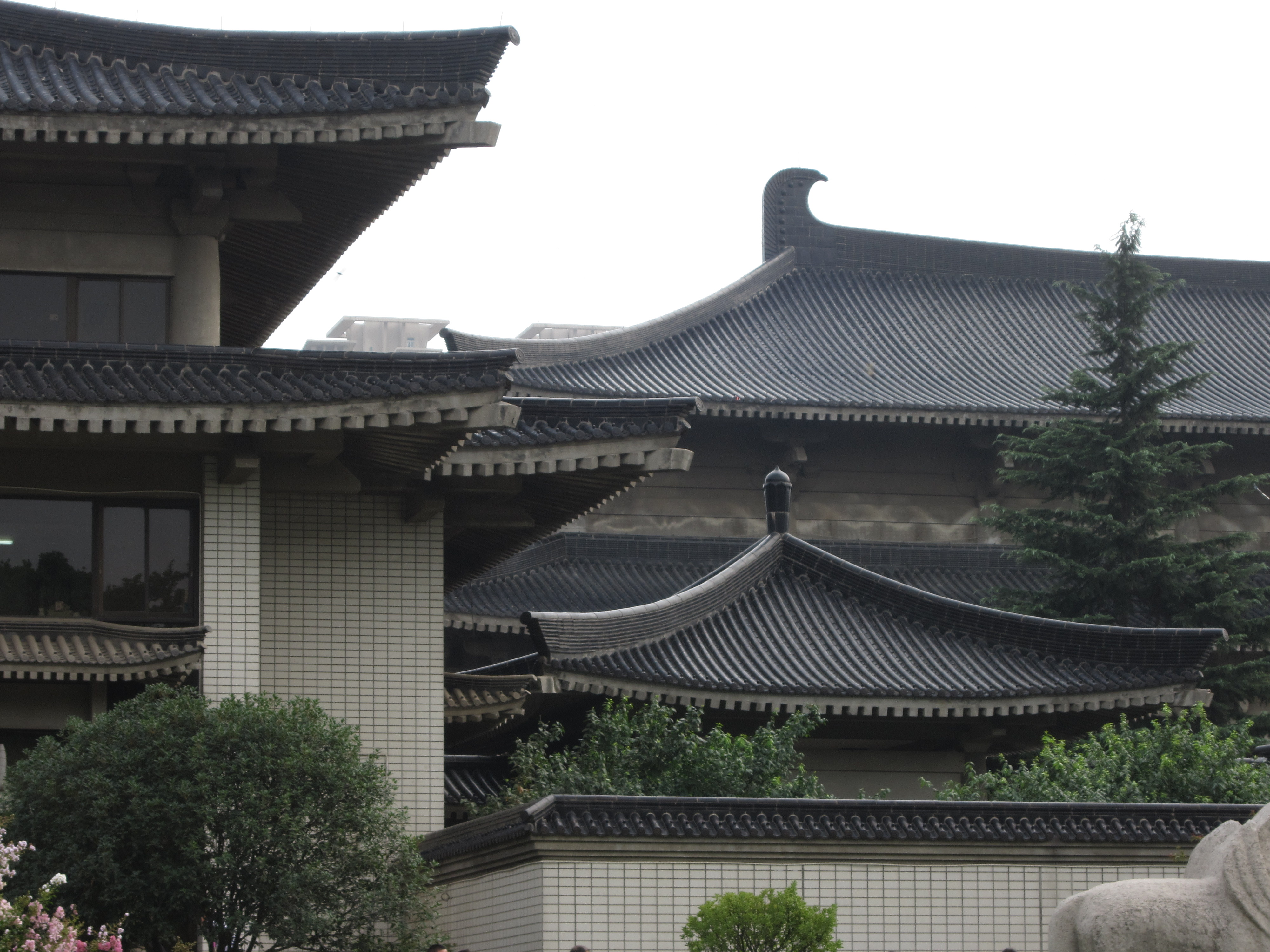
Pormenor da arquitetura do museu

Dentro deste magnífico museu podem encontrar-se cerca de 2 700 objetos de arte e, para além destes, outras cerca de 367 300 relíquias históricas e culturais chinesas. Estes dividem-se por Arqueologia, Etnologia, Joalheria, entre outros.